# Калашник Яків Петрович
Яків Петрович Калашник (нар. 23 жовтня 1927,  Листопадове, Златопільський район, Кіровоградська область, Українська РСР, СРСР — пом. 5 листопада 1967, Дніпропетровськ, Українська РСР, СРСР) — художник СРСР.

## Життєпис
Яків Петрович Калашник народився 23 жовтня 1927 року в українському селі Листопадове Златопільського району Кіровоградської області Української РСР СРСР. З 16 років брав участь у Другій світовій війні. Після закінчення війни навчався в фабрично-заводському училищі.
У 1946—1951 роках навчався в Одеському художньому училищі, у 1952—1959 роках — у латвійській Академії Мистецтв в Ризі (вчителі — Отто Скулме та Едуард Калниньш).
У 1952—1962 роках викладав у Дніпропетровському художньому училищі. Брав участь у численних виставках, зокрема, у Всесоюзній виставці 1966 року та художніх виставках у Польській Народній Республіці та Фінляндії.
Виховав плеяду українських митців XX століття: Феодосія Гуменюка, В. Макарова, Михайла Надєждіна, В. Волохова та інших.
Яків Петрович Калашник помер 5 листопада 1967 року. Похований в Листопадовому.

## Творчість
Яків Калашник — автор тематичних картин і портретів:
- «Лісоруби» (1959, Латвійська Академія Мистецтв);
- «Кохання» (1961);
- «Українська кераміка» (1962, Кіровоградський обласний краєзнавчий музей);
- «Одна ніч війни» (1965, Івано-Франківський краєзнавчий музей);
- «В блакитному краї» (1967, Кіровоградський обласний краєзнавчий музей).